# 维拉尔圣母村
维拉尔圣母村（法語：Villard-Notre-Dame，法語發音：[vilaʁ nɔtʁ dam]）是法国伊泽尔省的一个市镇，位于该省东南部，属于格勒诺布尔区。

## 地理
维拉尔圣母村（45°1'9"N, 6°2'38"E）面积14.06 平方千米，位于法国奥弗涅-罗讷-阿尔卑斯大区伊泽尔省，该省份为法国东南部内陆省份，北起顺时针与安省、萨瓦省、上阿尔卑斯省、德龙省、阿尔代什省、卢瓦尔省和罗讷省。
与维拉尔圣母村接壤的市镇（或旧市镇、城区）包括：瓦桑堡、维拉尔雷蒙、尚特佩里耶。

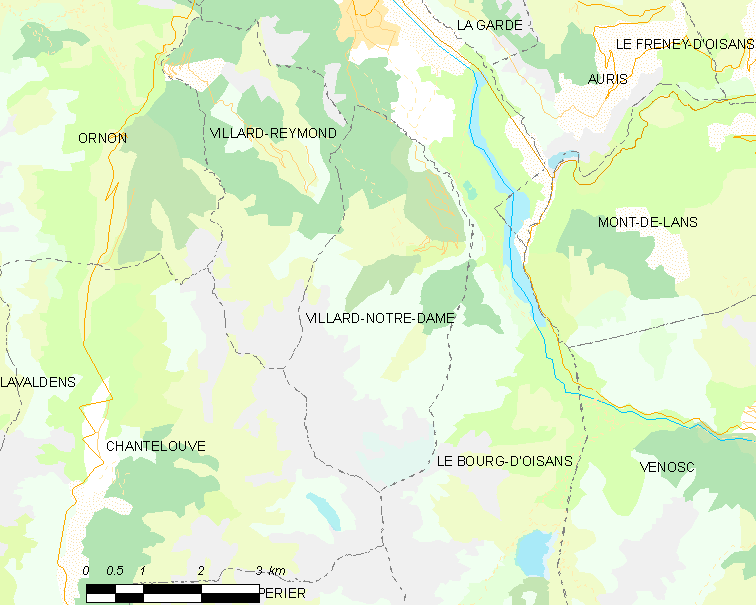
维拉尔圣母村的OSM定位图

维拉尔圣母村的时区为UTC+01:00、UTC+02:00（夏令时）。

## 行政
维拉尔圣母村的邮政编码为38520，INSEE市镇编码为38549。

## 政治
维拉尔圣母村所属的省级选区为瓦桑-罗曼什县。

## 人口

1962-2008年间维拉尔圣母村人口变化图示

维拉尔圣母村于2022年1月1日时的人口数量为26人。